# Galaure
De Galaure is een rivier in Frankrijk die stroomt door de departementen Isère en Drôme in de regio Auvergne-Rhône-Alpes. De rivier mondt bij Saint-Vallier uit in de Rhône.
De rivier is 56,2 km lang, heeft een gemiddeld debiet van 2,82 m³/s en een stroomgebied van 232 km².

## Plaatsen gelegen aan de rivier
- Roybon
- Le Grand-Serre
- Hauterives
- Châteauneuf-de-Galaure
- Saint-Barthélemy-de-Vals
- Saint-Uze
- Saint-Vallier